# Erwin Lorenz Sailer
Erwin Lorenz Sailer (* 4. Dezember 1931 in Augsburg; † 18. Juli 2019 in Fürstenfeldbruck) war ein deutscher Fachbuchautor im Bereich Immobilienwirtschaft.
Erwin Sailer war Geschäftsführer des Ring Deutscher Makler Bayern (jetzt Immobilienverband IVD Region Süd e.V.) sowie Leiter des IVD Marktforschungsinstitut.
Im Rahmen seiner Berufsbildungsaktivitäten übte er viele Ehrenämter aus. 2009 wurde er mit dem Bundesverdienstkreuz am Bande ausgezeichnet.

## Werk
Autor und/oder Herausgeber folgender Fachbücher
- Erwin Sailer, „Immobilienfachwissen im Test - 500 Fragen - 500 Antworten“ 4. Aufl.2013, Grabener Verlag
- Erwin Sailer, „Der Immobilienmakler - Grundlagen Strategien Entwicklungspotentiale“ 3. Auflage 2010, Richard Boorberg Verlag
- Erwin Sailer/Stephan Kippes/Heinz Rehkugler (Hrsg.) „Handbuch für Immobilienmakler und Immobilienberater“ 2. Auflage 2010, Verlag C. H. Beck
- Erwin Sailer, Hans Eberhard Langemaack „Kompendium für Immobilienberufe“ 12 Auflage 2013, Richard Boorberg Verlag, Stuttgart
- Stephan Kippes/Erwin Sailer(Hrsg.) „Immobilienmanagement“ 2005, Richard Boorberg Verlag, Stuttgart
- Murfeld Egon (Hrsg.) „Spezielle Betriebswirtschaftslehre der Immobilienwirtschaft“ Erwin Sailer, Autor der Kapitel 1 und 15, 6. Aufl. 2010, Hammonia Verlag, übernommen vom Haufe Verlag Freiburg
- Hansjörg Bach, Mathias Ottmann, Erwin Sailer, Hans Peter Unterreiner: „Immobilienmarkt und Immobilienmanagement“, mit einem Geleitwort von Hans-Werner Sinn, Direktor des ifo-Instituts München 2005, Verlag Franz Vahlen, München
- Murfeld Egon (Hrsg.) „Aufgaben Fälle praktische Übungen zur Speziellen Betriebswirtschaftslehre der Immobilienwirtschaft“, Erwin Sailer, Autor der Themenkreise 1 und 15, 2003, Haufe Verlag Freiburg
- Helmut Jenkis (Hrsg.) Erwin Sailer als Autor eines Kapitels, „Kompendium der Wohnungswirtschaft“ 4. Auflage, Oldenbourg Verlag München Wien, 2001
- Erwin Sailer, Stephan W. Raab „Der Makler und sein Auftraggeber“, 5. Auflage 1997, Richard Boorberg Verlag, Stuttgart

Beiträge in
- Grabener/Sailer Immobilienfachwissen von A – Z – Das Lexikon mit umfassenden Antworten auf Fragen aus der Immobilienwirtschaft, 8. Auflage 2007, Grabener Verlag, Kiel
- Siegfried Sandner/Ulrich Weber, Lexikon der Immobilienwertermittlung, 2. Aufl. 2007, Bundesanzeiger Verlags GmbH, Köln
- Wolfgang Koeble/Herbert Grizwotz (Hrsg.) „Rechtshandbuch Immobilien“ Bd. II – Vermitteln, Verkaufen und Verwalten. Verlag C. H. Beck

## Ehrungen und Auszeichnungen
- 1985 Verleihung der silbernen Ehrennadel durch die IHK für München und Oberbayern
- 1993 Verleihung des goldenen Ehrenrings der IHK für München und Oberbayern
- 1996 Verleihung der Ehrenmitgliedschaft beim IVD (Immobilienverbandes Deutschland, Regionalverband Süd)
- 2001 Herausgabe der Festschrift „Immobilienwirtschaft“ beim Richard Boorberg Verlag, Stuttgart durch  Stephan Kippes aus Anlass des 70. Geburtstages von Erwin Sailer
- 2008 Verleihung der Ehrenmitgliedschaft der Süddeutschen Immobilienbörse, München, dessen Gründungsgeschäftsführer Erwin Sailer im Jahr 1968 war
- 2009 Verleihung des Verdienstkreuzes am Bande des Verdienstordens der Bundesrepublik Deutschland (Bundesverdienstkreuz)
- 2010 Verleihung der Ehrenmitgliedschaft der Freunde Freiburger Immobilienwirte, Sachverständigen und Vermögensmanager e.V.